# La Estrella (Chiriquí)
La Estrella es un corregimiento del distrito de Bugaba en la provincia de Chiriquí, República de Panamá. La localidad tiene 4.665 habitantes (2010).